# سامي المرشد
سامي البشير المرشد (1976 - ) إعلامي سعودي من مواليد عنازة، بمحافظة طريف وتتبع إداريا  منطقة الحدود الشمالية  شمال السعودية.

## التعليم
التحق سامي المرشد بجامعة الملك سعود 1994 في كلية العلوم الإدارية حاصل على ماجستير إدارة أعمال «مهني» وكذلك على شهادة إدارة المؤسسات الصحفية ودبلوم عالي بالإعلام التلفزيوني بالإضافة لشهادة البرامج التلفزيونية الحوارية الجدلية من قناة الجزيرة في الدوحة وشهادة الإعلام الإلكتروني من مركز العربية للتدريب والتطوير الإعلامي.

## الحياة العملية
سبق وان رأس تحرير عدة مطبوعات بريطانية وسعودية وإماراتية ويشغل حالياً منصب مدير تحرير المحتوى في المجموعة السعودية للأبحاث والتسويق - أكبر مؤسسة إعلامية في الشرق الأوسط - كما سبق وإن شغل منصب مستشار تحرير لجريدة شباب اليوم المصرية التي تصدر من القاهرة بالإضافة لكتابته بعدة صحف عربية ودولية وهو يعتبر من الكفاءات الإعلامية السعودية الشابة التي استطاعت بفترة وجيزة من فرض النهج الشبابي المعاصر بالصحافة السعودية وهو ناشر لعدة مطبوعات حتى تاريخه وسبق أن أقام ندوات إعلامية كبرى كرم من خلالها الأديب العالمي نجيب محفوظ قبل وفاته بعامين وأجري معه لقاء مطول كان حديث الأوساط الثقافية حينها بالإضافة لتكريمه للعديد من النخب الثقافية في الوطن العربي أمثال رئيس مؤسسة الفكر العربي وأمير العاصمة المقدسة مكة المكرمة الأمير خالد الفيصل وكذلك الأديب الإماراتي الدكتور مانع سعيد العتيبة ووزير البترول الأسبق بالأضافة لعلاقاته القوية التي تربطه بأصحاب المؤسسات الإعلامية في الوطن العربي أمثال مالك قناة العربية ومجموعة إم بي سي الشيخ الوليد البراهيم وكذلك مالك قنوات روتانا الأمير الوليد بن طلال وغيرهم كثير مما مكنه من تحقيق نجاحات مدوية في الصحافة العربية.